# Aeroportul Gillam
Aeroportul Gillam (IATA: YGX, ICAO: CYGX) este un aeroport din Manitoba, Canada ce deservește zona Gillam⁠(d). A fost numit după zona deservită.
Situat la o altitudine de 145 m, aeroportul dispune de o singură pistă.